# Cheraw (South Carolina)
Cheraw is een plaats (town) in de Amerikaanse staat South Carolina, en valt bestuurlijk gezien onder Chesterfield County.

## Demografie
Bij de volkstelling in 2000 werd het aantal inwoners vastgesteld op 5524.
In 2006 is het aantal inwoners door het United States Census Bureau geschat op 5431, een daling van 93 (-1,7%).

## Geografie
Volgens het United States Census Bureau beslaat de plaats een oppervlakte van
12,0 km², waarvan 11,9 km² land en 0,1 km² water. Cheraw ligt op ongeveer 73 m boven zeeniveau.

## Plaatsen in de nabije omgeving
De onderstaande figuur toont nabijgelegen plaatsen in een straal van 24 km rond Cheraw.

## Afkomstig uit South Carolina
- Dizzy Gillespie (1917 - 1993), jazz-trompettist en bandleider.